# Standard Instrument Departure
Con Standard Instrument Departure si intende una procedura standard di partenza strumentale, cioè una procedura usata dai velivoli nella fase successiva al decollo basata su radioassistenze che garantisce una separazione verticale e orizzontale dagli ostacoli e dal terreno circostante ad essa anche in condizioni di bassa visibilità. Essa collega il punto d'inizio della SID (DER: Departure end of runway) collocato al di sopra del fine pista ad un'altezza di 5 metri al primo punto in rotta (solitamente una radioassistenza) il quale determina anche il nome della procedura.

## Informazioni pubblicate di una SID
Le SID sono pubblicate nell'AIP (Aeronautical Information Publication) dello Stato di appartenenza dell'aeroporto. Le informazioni pubblicate di una SID devono comprendere:
- Il Turning point (se presente).
- Le radiali e necessarie per il corretto svolgimento della procedura.
- Eventuali limitazioni di velocità.
- Eventuali livelli di volo o altitudini minime di sorvolo.

## Tipologie e caratteristiche di una SID
Esistono tre tipologie di SID:
- Straight departure: è una tipologia di procedura la quale non richiede una virata maggiore di 15° rispetto all'estensione della centerline della pista.
- Turning departure: è una tipologia di procedura la quale richiede una virata maggiore di 15° rispetto all'estensione della centerline della pista, la prima virata deve essere eseguita al raggiungimento del TP (Turning Point) il quale garantisce una separazione minima dal più alto ostacolo sotto ad esso di 120 m. Questa separazione può variare a seconda della morfologia del terreno e dal vento medio registrato nella zona dell'aeroporto.
- Omnidirectional departure: è una tipologia di procedure nella quale solitamente non vi sono radioassistenze usufruibili dai piloti per eseguire una normale SID. I piloti potranno virare in qualsiasi direzione al raggiungimento di un punto pubblicato sulla carta della procedura.

Tutte le virate all'interno delle SID devono essere svolte con un rateo di virata di 3°/s o con un angolo di bank di 25° quale dei due richiede il minor angolo di bank. A seconda della tipologia dell'aeromobile vi è una velocità massima durante le virate. 

## Costruzione delle SID
Le SID vengono costruite tenendo in considerazione il fattore più importante: la separazione dagli ostacoli e dal terreno:
Le SID iniziano su un punto immaginario chiamato DER (Departure end of runway) collocato a 5 metri di altezza sul fine della pista. Dal DER viene tracciata una retta immaginaria che tange l'ostacolo più vicino e più alto all'aeroporto detta OIS (Obstacle identification Surface), se non vi sono ostacoli l'OIS sarà costruito con un angolo del 2.5% della distanza tra il DER e l'ostacolo più alto. Siccome l'OIS non garantisce alcuna separazione dagli ostacoli (in quanto è tangente a quello più alto) viene sommata un'angolazione del 0.8% ottenendo il PDG (Procedure Design Gradient) che ha un'inclinazione del 3.3% e che garantisce una separazione idonea dall'ostacolo preso in considerazione dall'OIS.

## Svolgimento di una SID
Lo svolgimento di una SID è responsabilità del pilota in comando il quale dovrà, in base alle informazioni ottenute dalla cartine, eseguire correttamente la SID senza l'eventuale vettoramento da parte di un ente di controllo. Il pilota inoltre è responsabile della correzione di prua dovuta al vento.

## Fonti
ICAO DOC 8168: http://www.chcheli.com/sites/default/files/icao_doc_8168_vol_1.pdf Archiviato il 4 aprile 2018 in Internet Archive.